# Dichochrysa budongensis
Dichochrysa budongensis là một loài côn trùng trong họ Chrysopidae thuộc bộ Neuroptera. Loài này được Hölzel miêu tả năm 2001.